# Госпел-Оук (станція)
51°33′19″ пн. ш. 0°09′05″ зх. д. / 51.5552° пн. ш. 0.1514° зх. д.
Госпел-Оук (англ. Gospel Oak) — проміжна станція Північно-Лондонської лінії (NLL) та кінцева лінії Госпел-Оук — Баркінг (GOBLIN), London Overground, National Rail. Розташована у 2-й тарифній зоні, боро Кемден, Великий Лондон, для NLL між станціями Гемстед-гіт та Кентиш-таун-Вест та для GOBLIN попередня — Аппер-Голловей. Пасажирообіг на 2019 — 1.088 млн осіб
Конструкція станції — наземна відкрита з береговими платформами на дузі.

## Історія
- 2 січня 1860: відкриття станції як Кентіш-таун залізниці Hampstead Junction Railway попередниці NLL
- 1867: станцію перейменовано на Госпел-Оук
- 4 червня 1888: відкриття трафіку по станції залізниці Tottenham and Hampstead Junction Railway попередниці лінії GOBLIN
- 1926: припинення трафіку лінії GOBLIN
- 1981: відновлення трафіку лінії GOBLIN

## Пересадки
- На автобуси London Bus маршруту C11